# Nabi Sirius
A Nabi Sirius egy városi, helyközi autóbusz melyből csak 2 db prototípus készült.

## Tesztelések
Az autóbuszt több helyen is tesztelték (pl.: Budapest, Miskolc, Pécs).  A busz visszhangja többnyire pozitív volt.

## Előfordulása
Az autóbusz városi változata Kaposvár helyi közlekedésében vett korábban részt a helyközi általában a Kaposvár környéki helyközi járatokon ment. Jelenleg alkatrész hiánya miatt nem vehet részt a közlekedésben.